# 白云镇 (顺平县)
白云镇，是中华人民共和国河北省保定市顺平县下辖的一个乡镇级行政单位。

## 行政区划
白云镇下辖以下地区：
常大村、南店村、常北庄村、白西村、白北村、白大村、南吕村、东阳各庄村、西阳各庄村、淋涧村、阳辛庄村、下庄村、峨山村、西朝阳村、东朝阳村、北朝阳村、塔山坡村、狼山村、南陈候村、北陈候村、东井尖村、西井尖村、寨坡庄村和真理村。